# Barryjevi amandmani
Barryjevi amandmani je naziv za odredbe Pravila i propisa Privremenog izbornog povjerenstva koje uređuju izbor izaslanika u Dom naroda Parlamenta Federacije BiH. Uveo ih je voditelj misije OESS-a u Bosni i Hercegovini Robert Barry, a njima je omogućeno da izaslanike u Domu naroda Parlamenta FBiH, bez obzira na njihovu nacionalnost, mogu predlagati i birati svi zastupnici u skupštinama županija Federacije BiH. Privremeno izborno povjerenstvo usvojilo je Barryjeve prijedloge 14. listopada 2000., mjesec dana prije održavanja općih izbora.
Barryjevi prijedlozi uvelike su kritizirani zbog toga što je njima narušena konstitutivnost Hrvata u Bosni i Hercegovini jer je omogućeno da njihove izaslanike u Domu naroda Federacije BiH biraju Bošnjaci. Primjerice, Bosansko-podrinjska županija Goražde, u kojoj živi svega nekoliko Hrvata, bira jednog izaslanika Hrvata u Dom naroda Parlamenta FBiH, dok primjerice Županija Posavska, u kojoj živi oko 40 tisuća Hrvata bira isti broj izaslanika. Isto tako Tuzlanska, Sarajevska, Zeničko-dobojska i Unsko-sanska županija, gdje živi mali postotak Hrvata biraju od jednog do dva izaslanika u federalnom Domu naroda, koji su izabrani od strane Bošnjaka.
Bošnjaci u FBiH bez problema mogu izabrati 6 od 17 hrvatskih izaslanika u Domu naroda, a kako je za potvrdu Vlade ili prolazak nekog zakona potrebna trećina glasova, time je otvoren put preglasavanju Hrvata. Čak i da neka hrvatska stranka ili koalicija dobije veliku većinu hrvatskih glasova u BiH, teoretski može imati samo 11 od 17 izaslanika u hrvatskom klubu Doma naroda, te ih opet preostala trećina može preglasati. Nadalje, ako u županijskim skupštinama nekih dominantno bošnjačkih županija ne sjedi nijedan Hrvat, neki županijski zastupnici Bošnjaci izjasnili su se kao Hrvati, kako bi bili izabrani u Hrvatski klub Doma naroda i tako stekli priliku odlučivati o vitalnim hrvatskim nacionalnim interesima.

## Pozadina
Plivajući suprotno struji ukidanja nacionalnih razlika u BiH, Hrvati bili su odlučni držati se svojih kolektivnih prava. Početkom 2000-ih imali su raznih političkih problema osobito glede prava na povratak hrvatskih prognanika u Republiku Srpsku i očevidno neproporcionalno velikog broja Hrvata optuženih za ratne zločine od strane Međunarodnog suda za ratne zločine za bivšu Jugoslaviju. Članovi Britanske helsinške skupine za ljudska prava (eng. British Helsinki Human Rights Group, skr. BHHRG) za povratak u RS-u su istaknuli "jedva se nekoliko njih vratilo do sada". Smatrali su da su uspješno surađivali s Uredom visokog predstavnika za Bosnu i Hercegovinu (iznimke su bile: progon Hrvata iz Drvara, Glamoča i Grahova i televizija Erotel), ali kao najmalobrojniji od tri konstitutivna naroda u BiH, kao skupina bi mogli izgubiti više nego Bošnjaci ili Srbi ako se zemlja razvije u smjeru unitarne države zasnovane na građanskom načelu.
Ante Jelavić, predsjednik HDZ BiH i član Predsjedništva BiH (dok ga visoki predstavnik Wolfgang Petritsch nije smijenio s obje funkcije), na početku je hvaljen zbog svoje kooperativnosti u pitanjima poput povratka izbjeglica. Zamjenik Visokog predstavnika Colin Munro je rekao BHHRG-u u Mostaru 24. travnja 2000. da je Jelavić bio "u pravu" kada je rekao da je Hercegovina prihvatila puno više izbjeglica nego druga područja. Međutim, odnosi su se počeli pogoršavati kada su hrvatske stranke, osobito HDZ BiH, pokazale spremnost koristiti svoje pravo na veto u Domu naroda Federacije BiH.
Prema Washingtonskom sporazumu iz ožujka 1994., unutar Federacije Bosne i Hercegovine, Parlament ima dva doma, Zastupnički dom i Dom naroda. Federalni Dom naroda se bira u županijskim skupštinama. Cilj ovog drugog doma je izjednačiti predstavnike brojčano slabijih Hrvata unutar bošnjačko-hrvatske federacije, što uporabu veta čini prirodnom. Dom naroda se sastojao od 30 bošnjačkih, 30 hrvatskih i 12 delegata, koji su predstavljali Ostale. Ključno načelo za je bilo bitno za malobrojniju skupinu kao što su Hrvati: Bošnjaci biraju bošnjačke kandidate u Dom naroda, a Hrvati hrvatske. To načelo je bilo ugrađeno u Ustavu FBiH, članku IV A 2. 8):
»Broj izaslanika koji se bira za Dom naroda u svakom kantonu razmjeran je nacionalnom sastavu pučanstva kantona. U okviru tog broja, postotak bošnjačkih, hrvatskih i drugih izaslanika kantona odgovara, što je više moguće, postotku bošnjačkih, hrvatskih i drugih zastupnika u zakonodavnom tijelu dotičnog kantona. U Domu naroda bit će najmanje jedan Bošnjak, jedan Hrvat i jedan izaslanik drugog naroda iz svakog kantona koji imaju barem jednog takvog zastupnika u svom zakonodavnom tijelu, a ukupni broj izaslanika Bošnjaka, Hrvata i drugih bit će u skladu sa člankom IV. A. 6.
Bošnjačke, hrvatske i druge izaslanike iz svakog kantona biraju odgovarajući zastupnici u zakonodavnom tijelu dotičnog kantona.«

## Nastanak
Razlike između njih došle su do izražaja 2000., kad je OESS, pod vodstvom Amerikanca Roberta Barryja, a na prijedlog jednog od njegovih dužnosnika Kare Vollana, promijenio pravila za izbor u Dom naroda Federacije. Detalji o ovome, kao i o ustroju BiH kao cjeline, su gotovo nezamislivo složeni i opskurni. Uistinu samo je međunarodna zajednica mogla izraditi tako nepristupačan i opskuran sustav poput onoga u BiH. Samo vrlo mali broj dužnosnika, čak i u samom OESS-u, u potpunosti je razumio ova pravila. Slijedi jedan odlomak iz memoranduma u kojem se izlažu nova pravila:
»Za svaku županiju, broj stanovništva prema popisu iz 1991. godine se dijeli brojem mjesta dodijeljenih županiji prema Članku 1203, par. 1. i 2. Pravila i Propisa. Dobiveni broj se naziva županijska kvota. Cjelokupni broj stanovnika svakog konstitutivnog naroda se dijeli cjelokupnim brojem mjesta tog konstitutivnog naroda u Federaciji. Dobiveni brojevi se nazivaju koeficijentima konstitutivnih naroda. Cjelokupni broj stanovnika Federacije se dijeli cjelokupnim brojem mjesta iz svih županija (80). Dobiveni broj se naziva prosječni koeficijent. Koeficijent konstitutivnog naroda se dijeli prosječnim koeficijentom. Dobiveni broj se naziva kvotom konstitutivnog naroda. Županijska kvota se množi kvotom konstitutivnog naroda i dobiveni broj se naziva kombiniranom kvotom županije i konstitutivnog naroda.«
Dana 11. listopada 2000. godine, samo jedan mjesec prije općih izbora, voditelj Misije OESS-a Robert Barry u ulozi predsjedatelja Privremenog izbornog povjerenstva promijenio je Pravila i propise i nametnuo prijedlog izbornog zakona koji je odbijen ranije u Parlamentarnoj skupštini BiH. Iako je većina članova PIP-a bila protiv takve odluke, on je u ulozi predsjedatelja presudio i donio takvu odluku. Glavna odredba se nalazila u članku 1212 potpoglavlje B, "Dom naroda Parlamenta FBiH". Izmijenjena odredba glasi: "Svaki izaslanik u kantonalnoj skupštini će dati jedan glas za listu". Svi glasuju za sve, a ne kao ranije da Hrvati glasuju za hrvatske zastupnike, a Bošnjaci za bošnjačke. To je značilo da Bošnjaci mogu glasovati za hrvatske kandidate i obrnuto dok je ranije svaki konstitutivni narod glasovao samo za svoje predstavnike. Učinak ove promjene jednostavno omogućava da hrvatski predstavnici budu izabrani od stranaka koje nemaju potporu hrvatskih birača.
Drugim riječima, glavni smisao Doma naroda, predstavljati kolektivna prava svakog konstitutivnog naroda, poništen je ovom mjerom. Dom naroda time postaje samo još jedna verzija Zastupničkog doma, kojeg bira cijela Federacija. Promjene u pravilima načina na koji se biraju same županije također je značilo da hrvatski političari mogu biti izabrani u visoka zakonodavna tijela bez da imaju stvarnu potporu biračkog tijela. Na taj način na funkcije mogu biti postavljeni podobni političari koji ne bi koristili ovlasti koje im je Ustav dao. Po ovim pravilima Hrvati mogu izabrati najviše 11 svojih delegata i bez ikakvog utjecaja na izbor bošnjačkih delegata. Preostalih 19 zastupnika Hrvatima bi izabrali Bošnjaci, koji su osim svoga Kluba delegata u Domu naroda (30) birali i većinu uvećanog Kluba delegata Ostalih (s 12 na 20).

## Motivi
U intervju Jutarnjem listu o rezultatima izbora i formiranju vlasti, 28. studenog 2000., visoki predstavnik za Bosnu i Hercegovinu Wolfgang Petritsch je rekao:
| „ | Mnogo tjedana prije izbora znao sam da vodstvo HDZ-a planira neku vrstu snažne akcije kako bi se vratila podrška birača koji su apstinirali lokalne izbore u travnju. Pravila OESS-a, kada su donešena, zapravo nisu sadržavala ništa novo. Ante Jelavić je bio taj koji je tražio promjenu pravila. Na kraju mu se nije svidjela promjena, ali pravila su bila uključena u nacrt Izbornog zakona. Ideja je bila da onaj tko brani interese Hrvata ne mora nužno biti HDZ-ov političar, da može biti političar druge stranke, Hrvat iz SDP-a ili čak, idealno govoreći, netko tko nije iz hrvatske zajednice, ali bi pravedno branio prava svih građana. Pokušavamo razviti građansko društvo, građansku državu. To je koncept, koji prevladava u ostatku Europe i koji je potpuno suprotan kolektivističkom pristupu, kojeg njeguju HDZ i druge nacionalističke stranke. Stoga se radi o stvarima koje su dublje od odluke o promjeni pravila. | ” |
|   | |   |

## Reakcija
Izvedbena faza procesa dekonstituiranja Hrvata započela je amandmanima Roberta Barryja, tadašnjeg voditelja misije OESS-a u BiH. Barryjevi amandmani su 2001. rezultirali formiranjem Vlade FBiH ("Alijansa") bez stranaka koje su osvojile preko 90% hrvatskih glasova na izborima. Koaliciju je činilo 9 bošnjačkih stranaka i jedna hrvatska, koja je dobila oko 5% potpore Hrvata u FBiH. Na rečene promjene Izbornog zakona reagiralo je hrvatsko političko vodstvo koje je 28. listopada 2000. u Novom Travniku nakon sjednice Hrvatskog narodnog sabora proglasilo Hrvatsku samoupravu u BiH kao zaštitni mehanizam konstitutivnosti Hrvata. Za njezinog predsjednika bio je izabran Ante Jelavić koji je istovremeno bio hrvatski član Predsjedništva BiH. Potezi hrvatskog vodstva oštro su kritizirani od strane bošnjačkih političara kao pokušaj podrivanja ustavnog poretka i narušavanja teritorijalnog integriteta BiH. Uskoro je uslijedila reakcija visokog predstavnika Wolfganga Petritscha koji je smijenio Jelavića s dužnosti člana Predsjedništva 7. ožujka 2001.
Nastavak i vrhunac procesa ustavno-pravnoga dekonstituiranja uslijedio je kroz amandmane na Ustav Federacije BiH nametnute od strane OHR-a. Od 108 amandmana na Ustav FBiH, samo 39 je odobrio Parlament FBiH, a čak njih 69 su nametnuli visoki predstavnici Wolfgang Petritsch i Paddy Ashdown između 2002. i 2004. godine. Za Hrvate u BiH posebno su bili pogubni Petritschevi amandmani iz travnja 2002. godine koji su u međunarodnoj zajednici poznati pod ciničnim nazivom "airport decision" tj. "odluka iz zračne luke" jer ih je Petritsch potpisao doslovno u zračnoj luci, neposredno prije svog odlaska iz BiH. Nametnuti amandmani OHR-a na ustave FBiH i RS službeno su za cilj imali provedbu odluke U-5/98 Ustavnog suda BiH iz 2000. godine. Prije ove odluke u RS su samo Srbi bili konstitutivni, a samo Bošnjaci i Hrvati u FBiH. Nametnuti amandmani su de iure dodali sva tri naroda kao konstitutivne u ustave oba entiteta, ali de facto, Republika Srpska je ostala srpski entitet, a Federacija BiH je od bošnjačko-hrvatske federacije, koja je po Washingtonskom sporazumu trebala ući u konfederaciju s Republikom Hrvatskom, postala bošnjački entitet.
Kontrolom oba doma Parlamenta FBiH, stranke koje predstavljaju bošnjačku izbornu volju imaju mogućnost samostalno formirati izvršnu vlast na razini FBiH (Predsjednik FBiH i dva dopredsjednika te Vlada FBiH). Nešto slično se dogodilo 2011. godine kada je izvršna vlast u (izvorno bošnjačko-hrvatskoj) FBiH uspostavljena bez stranaka koje su osvojile preko 85% hrvatskih izbornih glasova (HDZ BiH i partneri). Budući da je taj put izborni inženjering malo podbacio, bošnjačka SDP BiH s partnerima i njihovi hrvatski saveznici iz HSP BiH, koji su u vrijeme koalicije sa SDP-om u službenim prostorijama stranke držali bistu Ante Pavelića, imali su samo 5 od 17 zastupnika u Hrvatskom klubu DN FBiH.
Barryjevi amandmani činili su temelj izbora, kako je to tada tumačeno u hrvatskim političkim krugovima u BiH, nelegalne i nelegitimne "platformaške" Vlade Federacije BiH i predsjednika Federacije BiH Živka Budimira te njegove dvojice zamjenika, Mirsada Kebe i Svetozara Pudarića u ožujku 2011. Za njihovo imenovanje glasovalo je 5 od ukupno 17 hrvatskih izaslanika u federalnom Domu naroda, četiri člana SDP-a i jedan Narodne stranke Radom za boljitak Mladena Ivankovića Lijanovića. Središnje izborno povjerenstvo proglasilo je izbor nelegalnim, jer je za izbor bila potrebna podrška jedne trećine, odnosno šest hrvatskih izaslanika. Međutim, visoki predstavnik Valentin Inzko suspendirao je odluke SIP-a. Opravdanje za takav postupak bila je ciljana blokada izbora preostalog broja hrvatskih izaslanika u Dom naroda od strane HDZ-a BiH, što je, ponovno, tumačeno kao neustavan potez od strane bošnjačkih političkih krugova. Takvo obrazloženje Visokog predstavnika poznato je kao "5 je trećina od 17", na ovaj način aludirajući na cijeli postupak.

## Ništavnost
Ustavni sud Bosne i Hercegovine je u prosincu 2016. glavni dio Barryjevih pravila proglasio neustavnim i izbrisao ih iz Izbornog zakona. Predmetnom odlukom U-23/14 od 1. prosinca 2016. (Službeni glasnik BiH 1/17 od 6. siječnja 2017.) je utvrđeno da odredba Potpoglavlja B članka 10.12. stavak 2. u dijelu: "Svakom konstitutivnom narodu se daje jedno mjesto u svakom kantonu" nisu u skladu s člankom I/2. Ustava Bosne i Hercegovine. Nalaže se Parlamentarnoj skupštini Bosne i Hercegovine, u skladu s člankom 61. stavak 4. Pravila Ustavnog suda Bosne i Hercegovine, da najkasnije u roku od šest mjeseci od dana dostave ove odluke uskladi odredbu Potpoglavlja B članka 10.12. stavak 2. Ustavni sud nalazi da je zakonodavac u odredbama članka 10.12. Izbornog zakona odredio da je broj delegata iz svakog konstitutivnog naroda i iz reda Ostalih proporcionalan broju stanovnika prema posljednjem popisu iz 2013.
Temeljna zadaća Doma naroda je zaštita konstitutivnosti naroda. Prema Ustavu Federacije, Federacija se sastoji od federalnih jedinica (kantona). "Dom naroda nije međutim Dom federalnih jedinica nego Dom konstitutivnih naroda". Ustavni sud podsjeća da se prema općem načelu demokracije pravo na demokratsko odlučivanje ostvaruje legitimnim političkim predstavljanjem koje mora biti utemeljeno na demokratskom izboru onih koje predstavlja i čije interese zastupa. U tom smislu veza između onih koje predstavlja i njihovih političkih predstavnika na svim administrativno-političkim razinama je ta koja omogućava legitimitet predstavnicima zajednice. Dakle, samo legitimitet predstavljanja stvara temelj za stvarno sudjelovanje i odlučivanje.
Pravo na demokratsko odlučivanje koje se ostvaruje legitimnim političkim predstavljanjem mora biti utemeljeno na demokratskom izboru delegata u Dom naroda Federacije Bosne i Hercegovine onog konstitutivnog naroda koji predstavlja i čije interese zastupa. Dovodeći naprijed navedeni značaj Doma naroda u ustavnom sustavu Federacije Bosne i Hercegovine u svezu s načelom konstitutivnosti naroda neosporno proizlazi da načelo konstitutivnosti naroda u Federaciji Bosne i Hercegovine, u kontekstu Doma naroda, može biti ostvareno samo ako se popunjavanje Doma naroda temelji na jasno preciziranim kriterijima koji trebaju dovesti do što potpunijeg predstavljanja svakog od tri konstitutivna naroda u Federaciji Bosne i Hercegovine. Suprotno od navedenog, neadekvatno političko predstavljanje onih koje predstavlja i čije interese zastupa dovodi do povrede načela konstitutivnosti, odnosno nejednakopravnosti bilo kojeg od konstitutivnih naroda, a time i povrede Ustava Bosne i Hercegovine, konkretno članka I/2. Ustava Bosne i Hercegovine.

## Poveznice
- Robert Barry
- Federalizam u Bosni i Hercegovini
- Odluka o konstitutivnosti naroda u Bosni i Hercegovini
- Hrvatska samouprava u Bosni i Hercegovini
- Demokratska alijansa za promjene
- Sarajevski sporazum o ustavnim promjenama
- Majorizacija Hrvata u Bosni i Hercegovini